# Kampanischer Archipel

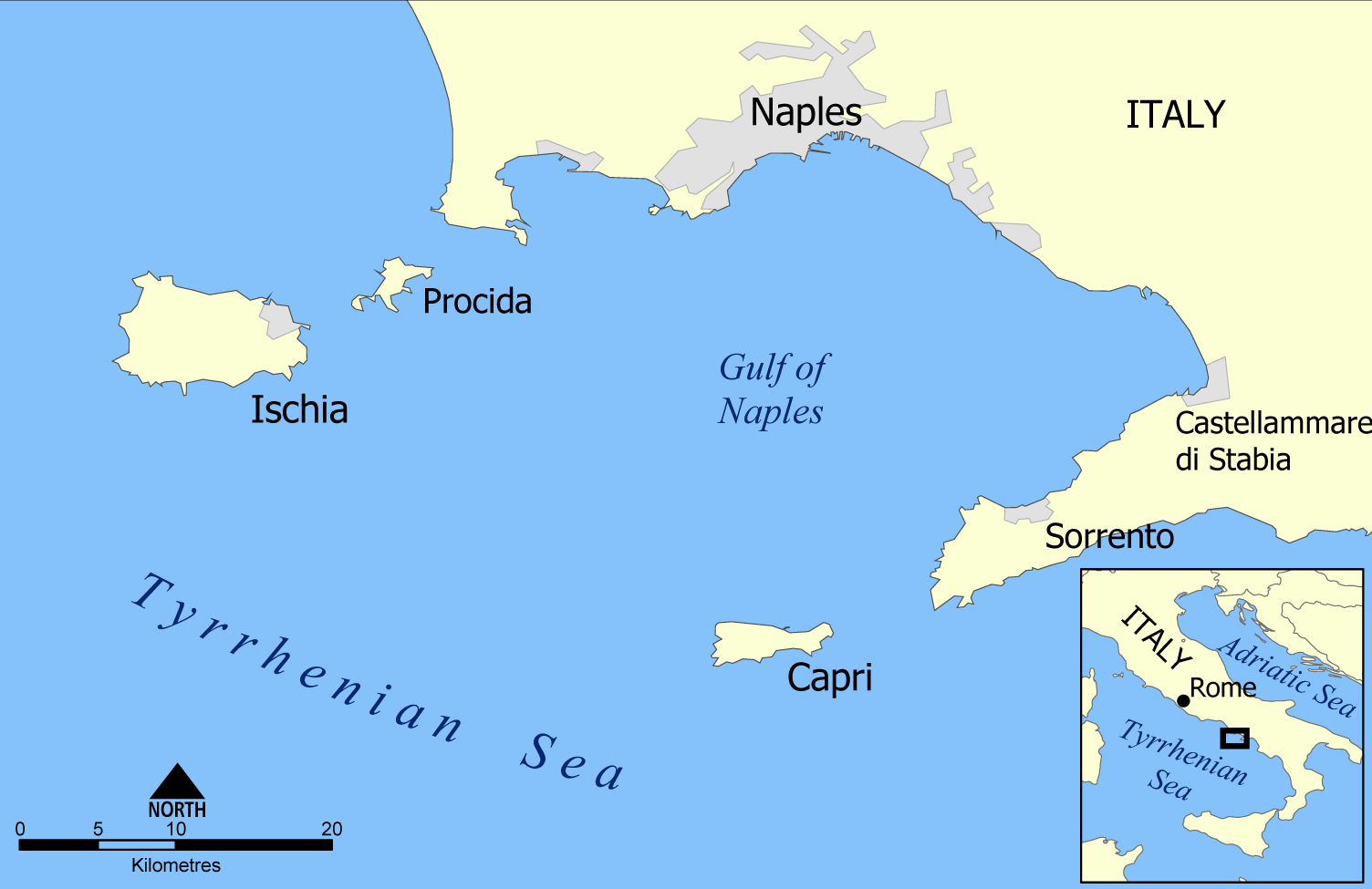
Kampanischer Archipel: Ischia, Procida und Capri

Als Kampanischer Archipel  (ital. Arcipelago Campano, auch Arcipelago Napoletano (dt. Neapolitanischer Archipel) oder Isole Partenopee (dt. Parthenopäische Inseln)) wird eine der Apenninhalbinsel westlich vorgelagerte Inselgruppe der italienischen Region Kampanien bezeichnet, die die Inseln am Rande des Golfs von Neapel, einer Bucht des Tyrrhenischen Meeres, zusammenfasst.
Er besteht im Einzelnen aus
Capri
- mit umliegenden Felsen (den Faraglioni)

und den Phlegräischen Inseln
- Ischia
- Procida
- Vivara
- Nisida
- Castello Aragonese